# 中国人民解放军总医院第七医学中心
中国人民解放军总医院第七医学中心，位于北京市，隶属中国人民解放军总医院。

## 简介
该院成立于1913年，初为中华民国北洋政府时期的陆军军医学校附属医院。后来为南京国民政府军政部北平陆军总医院。1949年北平和平解放后，由中国人民解放军华北军区接管，更名为华北军区后勤部卫生部北平陆军医院。1955年更名为中国人民解放军北京军区总医院，隶属北京军区。2016年1月16日零时零分，转由中国人民解放军陆军领导管理。2016年5月5日，中国人民解放军陆军总医院在门诊楼前举行揭牌仪式，北京军区总医院正式更名为中国人民解放军陆军总医院，级别仍为正师级。该医院的上级单位是中国人民解放军陆军后勤部。
2018年，原陆军总医院、原海军总医院、原第三〇二医院、原第三〇九医院、军事科学院军事医学研究院原附属医院、原武警总医院均已由中国人民解放军总医院暂管。现已更名为中国人民解放军总医院第七医学中心，与其他七个医学中心一起归属中国人民解放军总医院。

## 历任领导
| 院长 - 马丁（1955年4月—1958年10月） - 赵子辉 上校（1959年2月—1967年1月） - 牛进德（1967年1月—1969年11月） - 林友金（1969年11月—1973年11月） - 曹星高（？—1987年4月） - 林振堂 大校（1987年4月—1988年8月，兼任） - 陈长林 大校（1988年8月—1993年6月） - 袁士宗 大校（1998年4月—2004年4月） - 程齐波 少将（2004年4月—2013年；2009年12月起为兼任） - 文俭 大校（2013年—） | 政治委员 - 萧先普（1950年2月—1953年10月） - 白崇友 少将（1953年10月—1958年2月） - 魏民（1970年4月—1975年10月） - 张挺（1975年1月—1978年11月） - 张在田（1978年11月—1984年5月） - 王春贵（1984年5月—1986年4月） - 徐建林 大校（1987年8月—1992年6月） - 李大刚 大校（1992年6月—1998年10月） - 雷铭 大校（1998年10月—2004年9月） - 张喜科 大校（2004年9月—2007年10月） - 周爱国 大校（2007年10月—2011年） - 王伟 大校（2011年—2014年） - 赵建雄 大校（2014年—） |

## 八一脑科医院
中国人民解放军陆军总医院附属八一脑科医院的前身是1960年创建的中国人民解放军北京军区总医院神经外科，在大外科建立神经外科专业组。1978年，扩展为神经外科病区。2010年，经上级批准，成立“北京军区神经外科研究所”和“北京军区总医院附属八一脑科医院”，成为院所合一的专科医院。2016年，随着北京军区总医院改为陆军总医院，该医院更名为中国人民解放军陆军总医院附属八一脑科医院。